# Venarey-les-Laumes
Venarey-les-Laumes je francouzská obec, která se nachází v departementu Côte-d'Or, v regionu Burgundsko-Franche-Comté.

## Poloha
Obec má rozlohu 10,23 km². Nejvyšší bod je položen 423 m n. m. 

## Obyvatelstvo
V roce 2011 zde žilo 2 913 obyvatel..
Následující graf zobrazuje vývoj počtu obyvatel v obci.